# Zahnhobel

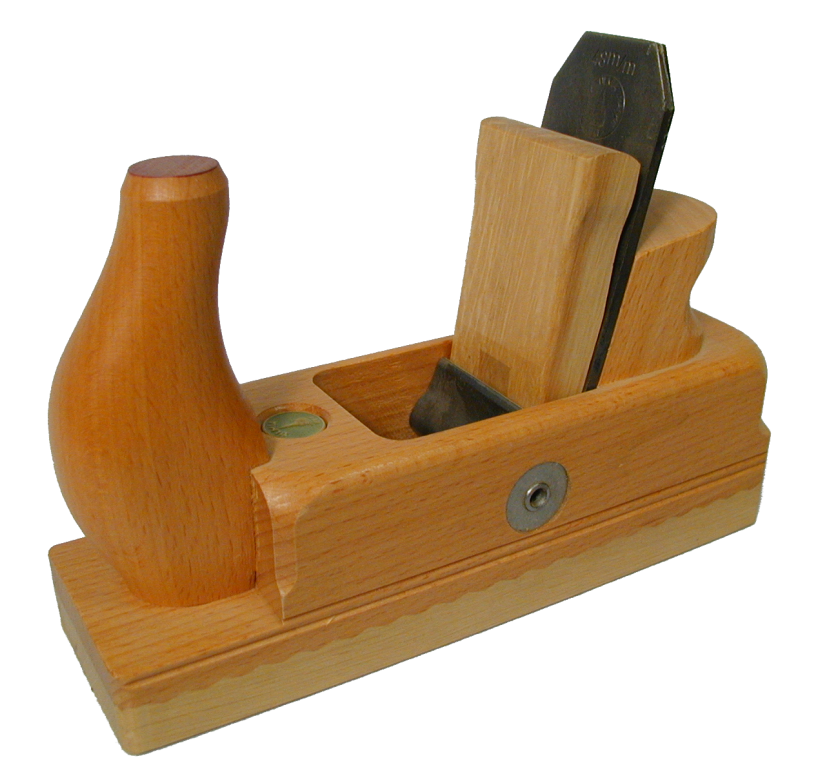
Zahnhobel

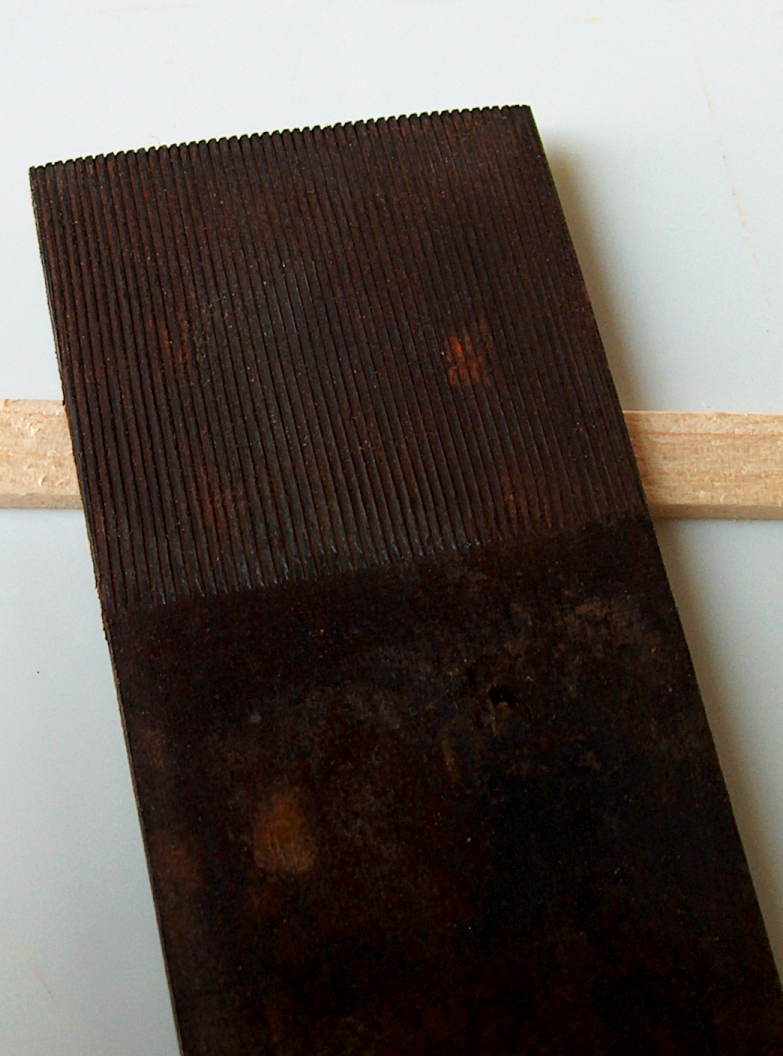
Gerilltes Zahnhobeleisen

Der Zahnhobel ist ein Handhobel zur spanenden Bearbeitung von Holz. Eingefräste Rillen auf der Spiegelseite des Hobeleisens bilden an der Schneide feine Zähne. Der Zahnhobel hat einen Schnittwinkel von 70° bis 80°. Damit ist er der Holzhobel mit dem größten Schnittwinkel.

## Verwendung
Der Zahnhobel arbeitet durch den großen Schnittwinkel mehr schabend  als schneidend. Dabei soll das Hobeleisen 0,2 mm bis 0,4 mm aus der Hobelsohle herausstehen. Der Hobel dient bei Bedarf zur Vorarbeit beim Putzen und wird diagonal zur Faser angewendet, wenn das Hobeln zu viele Ausrisse erzeugt. Weitere Anwendung ist bei Bedarf das Aufrauen von zu fügenden Kanten und Flächen, um die Leimfläche zu vergrößern, und damit sich die Bretter beim Leimen und Pressen nicht verschieben. Dies war beim natürlichen Leimen früher relevant, da natürliche Leime eine geringere Klebekraft als synthetische Leime haben.